# Yangjiang
Yangjiang, även känd som Yeungkong, är en stad på prefekturnivå i västra delen av provinsen Guangdong i Kina. Den ligger omkring 200 kilometer sydväst om provinshuvudstaden Guangzhou.

## Näringsliv
Staden är känd som orten där knivtillverkaren Yangjiang Shibazi har sitt huvudkontor.
I Yangdong härad finns ett kärnkraftverk vars första reaktor sattes i drift i december 2013.

## Historia
Den 25 juli 1969 drabbades staden av en jordbävning på 5,9 på richterskalan som dödade över 3000 personer.

## Administrativ indelning
Yangjiang är indelat i två stadsdistrikt, en stad på häradsnivå och ett härad.
| Yangjiang                           | Yangjiang | Yangjiang     | Yangjiang          | Yangjiang         | Yangjiang | Yangjiang                     |
| ----------------------------------- | --------- | ------------- | ------------------ | ----------------- | --------- | ----------------------------- |
| Jiangcheng Yangdong Yangxi Yangchun |           |               |                    |                   |           |                               |
| Namn                                | Kinesiska | Pinyin        | Typ                | Befolkning (2020) | Yta (km²) | Befolknings- täthet (inv/km²) |
| Jiangcheng                          | 江城区    | Jiāngchéng qū | Stadsdistrikt      | 814 688           | 780       | 1 045                         |
| Yangdong                            | 阳东区    | Yángdōng qū   | Stadsdistrikt      | 478 299           | 1 703     | 281                           |
| Yangxi                              | 阳西县    | Yángxī xiàn   | Härad              | 434 076           | 1 435     | 302                           |
| Yangchun                            | 阳春市    | Yángchūn shì  | Stad på häradsnivå | 875 896           | 4 038     | 217                           |

## Klimat
Genomsnittlig årsnederbörd är 2 371 millimeter. Den regnigaste månaden är april, med i genomsnitt 351 mm nederbörd, och den torraste är januari, med 26 mm nederbörd.